# Aguié
Aguie (var. Aguié, Agyé) er en by og hovedstad i Aguie-departementet i det sydlige Niger, 69 km øst for landets næststørste by, Maradi.

## Administrativ struktur
Kommunen Aguié er hjemsted for departementet med samme navn, der er et af regionen Maradis fem administrative underafdelinger. Blandt delene i departementet er "landkommunerne" Saé Saboua, Arnagou og Giratawa. Nærliggende landsbyer omfatter Dan Kiri, Dan Gao, Gamji Karama, Dan Rago, Doromawa, Guidan Tonio og Guidan Kodao.

## Befolkning
Den er en primært hausafolk der bor i regionen der mod syd grænser op til Katsina-staten i Nigeria. Befolkningen i Aguié kommune i 2012 var 152.788. Maradi-regionen er et af de tættest befolkede områder i Niger og er hjemsted for 20 procent af landets befolkning, hovedsageligt småbønder i landlige bosættelser.

## Transport
Aguié ligger på den øst-vestgående hovedvej mellem Maradi og Zinder. Det er også 50 km nord for byen Katsina i Nigeria, i et område med megen grænsehandel og befolkningsbevægelse.

## Niger-fødevarekrisen 2005-06
Aguiédepartementet blev særligt hårdt ramt under fødevarekrisen i Niger 2005–2006 (en), og byen blev et centrum for hjælpeindsatsen. Internationale sundheds- og udviklingsprojekter på landet har fortsat været baseret der.